# باول فرانتز
باول فرانتز (بالفرنسية: Paul Frantz)‏ هو مدرب كرة قدم ولاعب كرة قدم فرنسي، ولد في 10 مارس 1927 في ويتيسيم في فرنسا، وتوفي في 30 سبتمبر 2016. لعب مع نادي ميلوز.